# Baczyn
Baczyn es un pueblo perteneciente a la gmina Choszczno, powiat de Choszczno, voivodato de Pomerania Occidental, Polonia.

## Superficie
Cuenta con una superficie de 1,690 kilómetros cuadrados.

## Demografía
Hasta 2021 la población era de 23 habitantes, con una densidad de población de 13,61 habitantes por kilómetro cuadrado. El 52,2% conformada por hombres y el 47,8% por mujeres. De estos, el 69,6% corresponden a personas de 18-64 años y el 30,4% a personas de 65 o más años.
| Gráfica de evolución demográfica de Baczyn entre 2011 y 2021 |
|                                                              |
| Datos según City Population.                                 |